# Stadio municipale di Pasarón
Lo stadio municipale di Pasarón (in spagnolo Estadio Municipal de Pasarón) è uno stadio di Pontevedra, città della Spagna. Inaugurato nel 1956, ospita le partite casalinghe del Pontevedra Club de Fútbol. Ha una capienza di 12 000 posti a sedere.